# Bondsjön, Ångermanland
Bondsjön är en sjö i Härnösands kommun i Ångermanland och ingår i Gådeåns huvudavrinningsområde. Sjön har en area på 0,334 kvadratkilometer och ligger 30 meter över havet.

## Ytvattentäkt
Bondsjön är en ytvattentäkt som förser Härnösands tätort med dricksvatten. Sjön med omgivningar är därför ett vattenskyddsområde där bland annat båt- och fordonstrafik med förbränningsmotorer är förbjuden.

## Delavrinningsområde
Bondsjön ingår i det delavrinningsområde (694908-160685) som SMHI kallar för Utloppet av Bondsjön. Medelhöjden är 56 meter över havet och ytan är 2,4 kvadratkilometer. Det finns inga avrinningsområden uppströms utan avrinningsområdet är högsta punkten. Vattendraget som avvattnar avrinningsområdet har biflödesordning 2, vilket innebär att vattnet flödar genom totalt 2 vattendrag innan det når havet efter 5,3 kilometer. Avrinningsområdet består mestadels av skog (40 procent) och öppen mark (11 procent). Avrinningsområdet har 0,33 kvadratkilometer vattenytor vilket ger det en sjöprocent på 13,7 procent. Bebyggelsen i området täcker en yta av 0,59 kvadratkilometer eller 25 procent av avrinningsområdet.